# Nazionale PNF Stadion

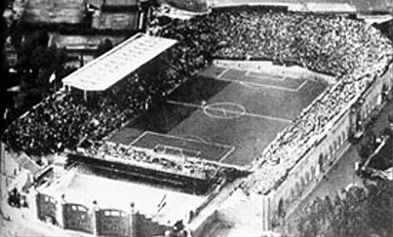
A stadion egy régi felvételen

Stadio Nazionale Del PNF Olaszországban, római többrendeltetésű stadion. 
1911-ben építették, befogadó képessége 50 000 fő. Az 1934-es labdarúgó-világbajnokság döntő mérkőzését, az Olaszország-Csehszlovákia (2:1) találkozót itt rendezték. A stadion az SS Lazio és AS Roma a hazai mérkőzéseinek adott otthont. A stadiont 1953-ban lerombolták és helyére egy új, korszerű létesítményt építettek, melynek neve a Stadio Flaminio lett.